# Velký sekretariát
Velký sekretariát (čínsky v českém přepisu Nej-ke, pchin-jinem Nèigé, znaky 內閣) byl formálně vládní koordinační orgán, ale fakticky nejvyšší instituce civilní státní správy mingské Číny. Nahradil dosavadní nejvyšší civilní úřad – ústřední sekretariát (中書省, čung-šu šeng) – zrušený roku 1380. K zvládnutí návalu administrativy už o dva roky později císař říše Ming Chung-wu jmenoval několik velkých sekretářů (čínsky v českém přepisu ta süe-š’, pchin-jinem dà xuéshì, znaky 大學士) z řad členů akademie Chan-lin. Tito tajemníci postupně převzali do svých rukou komunikaci mezi císařem a šesticí ministerstev i ostatními civilními úřady. Nejvýše postavený z nich, neoficiálně nazývaný „první sekretář“ (čínsky v českém přepisu šou-fu, pchin-jinem shǒufǔ, znaky 首輔), zaujal postavení faktické hlavy vlády.

## Historie
Na vrcholu civilní správy mingské Číny stál zpočátku Ústřední sekretariát v čele se dvěma hlavními rádci (丞相, čcheng-siang) s hlavní první hodností, starším „po levici“ a mladším „po pravici“, neformálně označovanými za první ministry (宰相, caj-siang).
Roku 1380 císař Chung-wu tehdejšího prvního ministra Chu Wej-junga pro podezření ze zrady popravil. V obavách z koncentrace moci v sekretariátu tento zrušil a osobně převzal řízení šesti ministerstev. V důsledku změn se správa země soustředila přímo v rukou císaře. Chung-wu byl však záhy zahlcen lavinou úřední korespondence a hlášení– po zrušení sekretariátu během jednoho desetidenního období přišlo císaři Chung-wuovi na stůl 1660 dokumentů s 3391 problémy vyžadujícími rozhodnutí. Proto už roku 1382 jmenoval z řad členů akademie Chan-lin několik velkých sekretářů, kteří fungovali jako císařovi poradci a původně též jako asistenti vychovatelů následníka trůnu.
Za Chung-wua byli tito tajemníci pouze administrativní pracovníci bez vlastních politických koncepcí. Císař Jung-le na ně přenesl vyřizování své korespondence a od 20. let 15. století získali dominantní roli ve vládě. Jejich výhodou byl každodenní kontakt s císařem, díky němuž získali převahu nad ministry. Za vlády císaře Süan-te už všechny přípisy určené císaři procházely rukama velkých sekretářů. Ti je předávali císaři s připravenými návrhy rozhodnutí. Získali tak rozhodující vliv na formulaci vládní politiky, srovnatelný s mocí bývalého ústředního sekretariátu.
Název Velký sekretariát (nej-ke), neformálně používaný od této doby, byl však oficiálně zaveden až v polovině 16. století. Počet sekretářů se pohyboval mezi třemi a šesti.
Členové Velkého sekretariátu byli vybíráni z akademie Chan-lin s tím, že budou nástroji císařské vůle nikterak neovlivnění ministerstvy. V kontrastu s vedením ministerstev totiž neprocházeli dlouholetou službou v regionálních a centrálních úřadech, úředníci vládního aparátu je proto nepovažovali za své. Reálně se ovšem sekretariát držel své vlastní linie, rozcházejíce se jak s císařem, tak ministerskou administrativou.

## Postavení velkých sekretářů
Velcí sekretáři nikdy formálně nezískali postavení hlav bývalého Ústředního sekretariátu – jejich úřadu příslušela stále jen hlavní pátá hodnost, což ve srovnání s hlavní druhou hodností ministrů bylo výrazně méně. Faktická moc velkých sekretářů však byla vyjádřena udělením formálního titulu ministra či zástupce ministra a s ním spojeným postavením. Později i udělováním starobylých vysokých titulů „tří vévodů“ (三公, san-kung) spojených s hlavní první hodností a „tří výjimečných“ (三孤, san-ku) majících vedlejší první hodnost.